# 螺髪

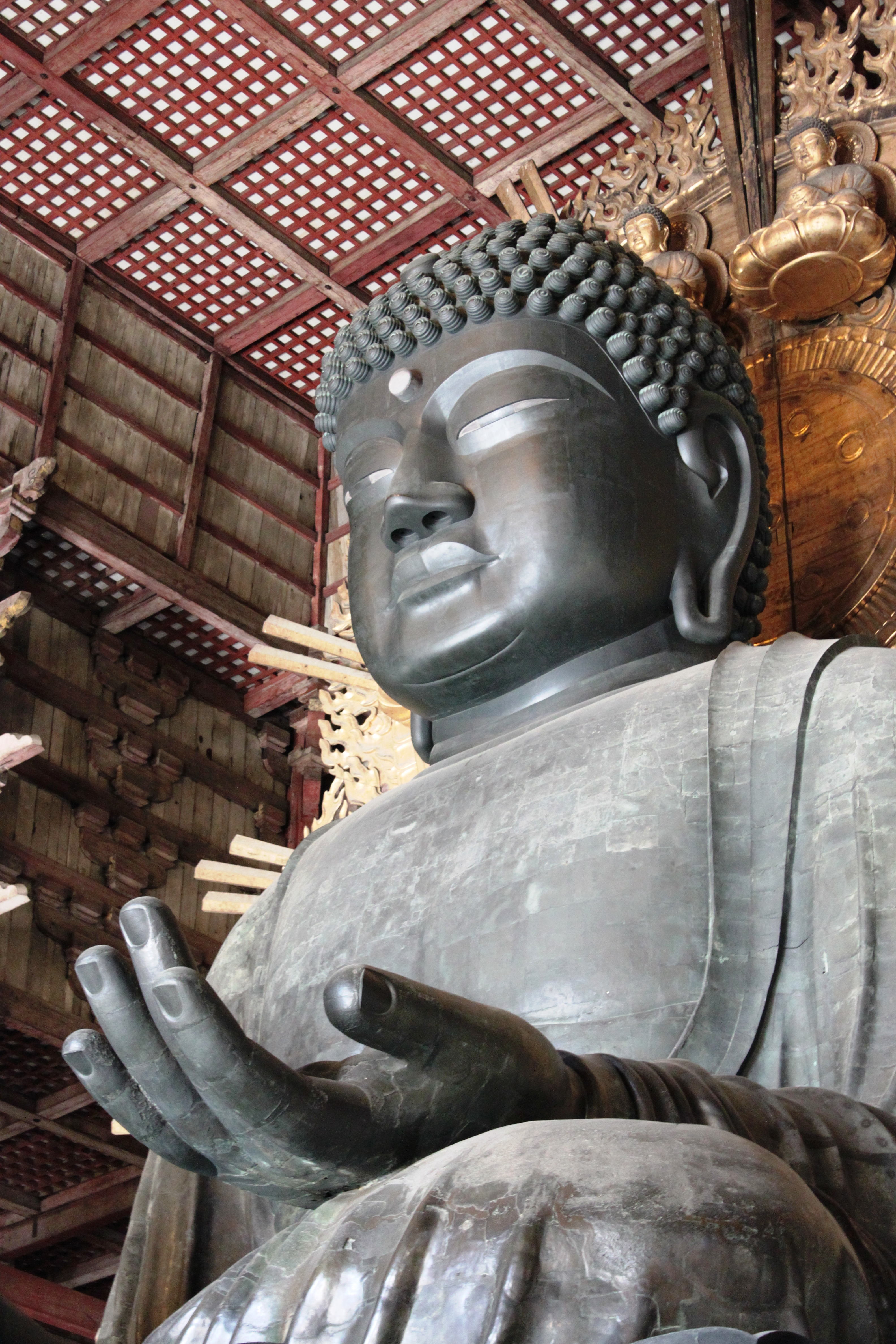
頭が螺髪になっている東大寺大仏

螺髪（らほつ）は、仏像の丸まった髪の毛の名称。三十二相八十種好のひとつ。額の毛は白毫と呼ぶ。

## 概要
螺髪とは仏像の頭上に現れている右巻きの髪型を指す名称である。
ブッダの個人的特徴を表現したものという説は否定されている。定方晟はパルミラ美術に見られた螺髪の様式がマトゥラーに伝わったとする。螺髪と仏像が結びつくのはマトゥラー仏が初めてである。マトゥラー仏では、紀元前2世紀前後に螺髻・螺髪・僧頭の三形式が出現した。
後の時代になると、インドガンダーラ地方では螺髪が菩薩や貴婦人、供養者像などにも表現されるようになる。しかし、中国では仏像以外に螺髪は見られない。
大仏の螺髪の個数は定まっておらず、東大寺大仏は492個、飛鳥大仏は700個、鎌倉大仏は656個である。